# 20 de marzo
El 20 de marzo es el 79.º (septuagésimo noveno) día del año en el calendario gregoriano y el 80.º (octogésimo) en los años bisiestos. Quedan 286 días para finalizar el año.

## Acontecimientos
- 235: Maximino el Tracio es proclamado emperador romano.
- 1179: Alfonso VIII y Alfonso II, reyes de Castilla y Aragón, respectivamente, firman el Tratado de Cazorla, por el que ambos reinos se reparten las zonas de conquista en al-Ándalus: Valencia, Denia y Játiva para Aragón y el resto de territorios musulmanes para Castilla.
- 1254: las aldeas de Calatayud lograron configurarse en Comunidad por privilegio de Jaime I, rey de Aragón.
- 1565: Felipe II, rey de España, encarga a Pedro Menéndez de Avilés la conquista y conversión a la fe católica de los indígenas de las provincias de la Florida.
- 1600 (Jueves Santo), en Linköping (Suecia) el duque Carlos, futuro Carlos IX de Suecia hace decapitar a cinco opositores nobles en lo que se conocerá como el Baño de Sangre de Linköping, luego de la victoria sobre Segismundo III Vasa.
- 1602: se establece la Compañía Neerlandesa de las Indias Orientales.
- 1616: en Inglaterra, el rey Jacobo I libera a sir Walter Raleigh de la Torre de Londres luego de 13 años de prisión.
- 1760: en Boston, un gran incendio destruye 349 edificios.
- 1761: en Filadelfia (Estados Unidos) es elegido el primer alcalde, Humphrey Morrey.
- 1778: por disposición de la Corona española, los territorios de Mendoza, San Juan y San Luis son segregados del Reino de Chile e incorporados al Virreinato del Plata.
- 1779: en México se concluye el acueducto que abastece de agua a la Ciudad de México desde Chapultepec.
- 1786: en Suecia, el rey Gustavo III funda la Academia Sueca (ver Premio Nobel).
- 1800: en la llanura de Heliópolis (Egipto), los franceses —dirigidos por Kleber— vencen a los turcos.
- 1807: en Egipto, los británicos se apoderan de Alejandría, tras la llegada del ejército de Napoleón a Egipto.
- 1814: en Venezuela, cerca de la población aragüeña de San Mateo se libra la Batalla de San Mateo. El general Simón Bolívar comanda las tropas que derrotan a los realistas encabezados por José Tomás Boves.
- 1814: en Chile se libra la batalla de Membrillar, donde las fuerzas chilenas de Juan Mackenna logran frenar temporalmente el avance del ejército realista de Gabino Gaínza rumbo a la capital chilena.
- 1815: en Francia, el emperador Napoleón Bonaparte entra en París con un ejército de 140 000 y 200 000 voluntarios; dando comienzo al periodo conocido como los Cien Días.
- 1821: en Portugal, el gobierno declara abolida la Inquisición católica.
- 1823: en España, las Cortes españolas —sin esperar la invasión de las tropas francesas conocida como Cien Mil Hijos de San Luis— deciden su traslado y el del rey desde Madrid a Sevilla y a Cádiz, con la esperanza de que la presencia francesa provoque un generalizado movimiento de resistencia, semejante al de 1808.
- 1852: en EE. UU., Harriet Beecher Stowe publica La cabaña del tío Tom, que supuso un gran apoyo a la causa de la emancipación de los negros.
- 1854: en la ciudad de Ripon (Wisconsin) se funda el Partido Republicano de Estados Unidos.
- 1856: en la Hacienda Santa Rosa (Costa Rica), el presidente Juan Rafael Mora Porras reúne a un grupo de militares costarricenses y echa del país al delincuente estadounidense William Walker y sus filibusteros.
- 1861: en la ciudad de Mendoza (Argentina) ocurre un terremoto que la destruye por completo.
- 1865: en Madrid, Emilio Castelar es expedientado por la autoría del artículo «El rasgo», publicado en el periódico La Democracia.
- 1873: la Asamblea Nacional republicana de España aprueba la abolición de la esclavitud en la isla de Puerto Rico.
- 1878: se firma el Convenio Salgar-Wyse entre Colombia y Francia para la construcción del Canal de Panamá.
- 1882: en España comienzan las obras de reconstrucción del Alcázar de Segovia.
- 1899: Martha M. Place se convierte en la primera mujer en ser ajusticiada en la silla eléctrica.
- 1906: la isla de Ustica, al norte de Palermo (Sicilia) es devastada por un terremoto y una erupción volcánica.
- 1906: Segismundo Moret presenta su dimisión ante el rey en plena crisis del Gobierno español.
- 1907: Oudjda (Marruecos) es ocupada por las tropas francesas.
- 1909: en Hamburgo es botado el SMS Von der Tann, el primer Schlachtkreuzer (crucero de batalla) para la Armada Imperial Alemana.
- 1912: en el Salón Imperial de Sevilla debuta con gran éxito la bailarina española Pastora Imperio.
- 1913: en Grecia, Constantino I es coronado rey.
- 1913: en el Galgenberg es descubierta una gran necrópolis con urnas de la Edad de Bronce.
- 1914: en Akita (Japón), un terremoto causa 93 muertos.
- 1915: en el observatorio de Barcelona, el astrónomo José Comas y Solá, descubre el asteroide 804, bautizado con el nombre de Hispania. Es el primer asteroide descubierto por científicos españoles.
- 1915: en Francia —durante la Primera Guerra Mundial— los zepelines alemanes bombardean París.
- 1916: Albert Einstein publica su teoría general de la relatividad
- 1918: Harlow Shapley calcula, utilizando la telemetría fotométrica, que el Sol se encuentra a una distancia de 50 000 años-luz del centro de nuestra galaxia (la Vía Láctea).
- 1920: en Detroit la estación 8 MK emite las primeras noticias radiofónicas.
- 1921: en el centro de Alemania suceden graves levantamientos comunistas durante el Levantamiento del Ruhr.
- 1926: en Cantón (China), Chiang Kai-shek da un golpe de Estado, con lo que se inicia la represión contra los comunistas.
- 1928: el gobernador civil de Barcelona prohíbe la entrada de jóvenes menores de 18 años en los salones de baile si no van acompañados por algún familiar.
- 1931: consejo de guerra contra los dirigentes de la revuelta de Jaca (España). Una mujer, Victoria Kent, interviene por primera vez en un suceso de esta índole, como defensora de uno de los acusados.
- 1932: el dirigible alemán Graf Zeppelin inaugura sus vuelos regulares a América del Sur.
- 1933: en Florida (EE. UU.), el italiano Giuseppe Zangara es ejecutado en la silla eléctrica por asesinar a Anton Cermak en un intento de asesinato contra el presidente Franklin D. Roosevelt.
- 1934: en Kiel (Alemania) tienen lugar las primeras pruebas con los aparatos de radar construidos por Rudolf Kunhold en 1933.
- 1942: en el marco del Holocausto, en la ciudad de Rohatyn (óblast de Ivano-Frankivsk, en el oeste de Ucrania), las SS asesinan a 3000 judíos, incluidos 600 niños y niñas, aniquilando el 70 % del gueto de esa ciudad.
- 1942: en el marco de la Segunda Guerra Mundial, en Zgierz (Polonia), 100 polacos son sacados de un campo de concentración y fusilados por los nazis alemanes.
- 1943: el Gobierno polaco en el exilio informa del asesinato de judíos mientras se desalojaban los guetos.
- 1945: en el transcurso de la Segunda Guerra Mundial, la isla de Iwo Jima, defendida por japoneses, queda en poder de los estadounidenses tras la Batalla de Iwo Jima, en el que murieron más de 20 000 soldados por cada bando.
- 1946: el Senado de Puerto Rico aprueba un proyecto de ley que restablece el uso del español como lengua oficial.
- 1948: en Estados Unidos, El limpiabotas (italófono) se convierte en el primer filme no anglófono ganador del Premio de la Academia.
- 1950: el Gobierno de Polonia decide confiscar los bienes del clero.
- 1952: la anulación de la ley de segregación racial por el Tribunal Supremo de Sudáfrica produce una grave crisis constitucional.
- 1956: Túnez se independiza de Francia.
- 1956: en la Península de Kamchatka, Rusia, hizo erupción el Monte Bezymianny considerado ahora volcán extinto, considerada la más grande erupción volcánica del siglo XX.
- 1957: en Suiza, el Consejo Nacional concede el voto a la mujer.
- 1962: en Argentina el presidente Arturo Frondizi decreta la intervención federal de las provincias de Buenos Aires, Chaco, Río Negro, Santiago del Estero y Tucumán, en razón del triunfo en dichas jurisdicciones de partidarios del derrocado expresidente Juan Domingo Perón.
- 1964: el Consejo de Ministros español acuerda, por decreto, declarar el 1 de abril fiesta nacional abonable y no recuperable.
- 1964: el Convenio ESRO (European Space Research Organization), Agencia Espacial Europea entra en vigor.
- 1966: en Inglaterra es robado el trofeo Jules Rimet (de la Copa Mundial de Fútbol) cuatro meses antes de su inicio, durante una exhibición pública en el Salón Central de Westminster. El trofeo fue encontrado solo siete días después, envuelto en periódico al fondo del seto de un jardín suburbano en Upper Norwood (Londres), por un perro llamado Pickles.
- 1969: en Gibraltar se casan el músico John Lennon y Yoko Ono.
- 1971: detención de Heberto Padilla en Cuba da inicio al Caso Padilla.
- 1974: fuera del Palacio de Buckingham (en Londres), un tal Ian Ball intenta infructuosamente de secuestrar a la princesa Anne y su marido, el capitán Mark Phillips.
- 1977: en la India, la oposición gana las elecciones legislativas e Indira Gandhi dimite.
- 1980: en México, la cúpula del grupo guerrillero argentino Montoneros se divide y funda «Montoneros–17 de octubre»: Eduardo Astiz, Gerardo Bavio, Sylvia Bermann, Miguel Bonasso, René Cháves, Jaime Dri, Ernesto Jauretche, Pedro Orgambide, Julio Rodríguez Anido, Susana Sanz y Daniel Vaca Narvaja. Denuncian que Montoneros tiene un «complejo clausewitziano», que cree que la lucha social es una guerra entre dos fuerzas militares convencionales.
- 1980: el Monte Santa Helena despertó luego de 100 años de inactividad con un temblor de magnitud 4, 1 en escala Richter.
- 1987: la FDA (Food and Drug Administration: Administración de Medicamentos y Alimentos) aprueba la AZT (droga contra el sida).
- 1988: el partido ultraderechista ARENA (Alianza Republicana Nacionalista), encabezado por Alfredo Cristiani, vence en las elecciones legislativas y municipales celebradas en El Salvador.
- 1990: en Filipinas, la ex primera dama Imelda Marcos (viuda del dictador Ferdinand Marcos), es enjuiciada por los delitos de soborno y mal uso de los fondos del gobierno.
- 1990: Namibia se convierte en Estado soberano tras 75 años de colonización.
- 1991: Muere Conor Clapton, el hijo del guitarrista Eric Clapton, tras caer del piso 53 de un rascacielos en Manhattan. Fruto del dolor por la pérdida de su hijo Clapton grabó una de sus mejores canciones: Tears in Heaven.
- 1992: El piloto estadounidense Kenny Bernstein superó por primera vez las 300 mph (482,803 km/h) en la línea de meta de una carrera de arrancones de cuarto de milla en la fecha de Gainesville de la National Hot Rod Association.
- 1993: en Rusia, el presidente Borís Yeltsin disuelve el Parlamento y asume poderes especiales, medidas declaradas inconstitucionales tres días después.
- 1994: Zine el Abidine es reelegido presidente de Túnez. La Agrupación Constitucional Democrática gana las primeras elecciones parlamentarias celebradas en este país.
- 1994: en Los Ángeles, California (Estados Unidos): un muerto y dos heridos en un sismo de 5,3 grados en la escala Richter.
- 1995: en Tokio (Japón), miembros de la secta religiosa Aum Shinrikyo liberan gas sarín en cinco estaciones de metro, matando a 13 personas e hiriendo 5510 (Atentado en el Metro de Tokio).
- 1997: la Justicia española condena a Mario Conde, expresidente de Banesto, a seis años de cárcel por apropiación indebida y falsedad de documento mercantil, en relación con el «caso Argentia Trust».
- 2000: el programa europeo Levántate y anda, encaminado a devolver la movilidad a parapléjicos, presenta sus primeros resultados con una demostración pública en la que tres personas con discapacidad, a los que se les había implantado un mecanismo de electroestimulación, ponen en movimiento sus miembros.
- 2001: la mayor plataforma petrolera mundial, la P-36 brasileña, con una extensión equivalente a un campo de fútbol y una altura de 100 metros, se hunde frente a las costas de Río de Janeiro.
- 2003: una coalición de países, liderados por Estados Unidos, invade Irak y se da inicio a la guerra de Irak, que durará hasta el año 2011.
- 2004: centenares de miles de personas se manifiestan en las calles de las principales ciudades del mundo para rechazar la ocupación de Irak, al cumplirse un año del inicio de la guerra.
- 2005: la ciudad de Fukuoka (Japón) es sacudida por un terremoto de magnitud 6,6. Es su mayor sismo en un siglo. Muere una persona y cientos son heridos y evacuados.
- 2006: en el este de Australia el huracán Larry toca tierra, destruyendo la mayor parte de la cosecha de banana del país.
- 2007: el presidente de Ecuador, Rafael Correa, consigue la mayoría en el Congreso Nacional, gracias a la legitimación de 21 diputados suplentes para desbancar a los opositores a la reforma constitucional.
- 2007: Irak ahorca (en el aniversario de la invasión del país) al que fuera su vicepresidente, Taha Yasín Ramadán, que fue condenado a muerte por la misma matanza que Sadam Huseín.
- 2012: en México, un terremoto de 7.8 grados en la escala sismológica de Richter sacude a los estados de Guerrero, Michoacán, Oaxaca, Chiapas, Puebla, Tlaxcala, Hidalgo, Morelos, Veracruz, Estado de México y Ciudad de México, dejando diversos daños materiales y dos víctimas.
- 2013: lanzamiento de la consola Ouya.
- 2015: un eclipse solar total es visto en el noroeste del Océano Atlántico (España, Portugal, etc.).
- 2016: Barack Obama visita Cuba tras 88 años.
- 2019: finaliza la compra de 21st Century Fox por parte de The Walt Disney Company por 71 300 millones de dólares, creando como resultado a Fox Corporation, la cual comenzó a cotizar en el S&P 500.
- 2020: en Argentina el presidente de dicha Nación, Alberto Ángel Fernández, decretó mediante un decreto de necesidad y urgencia (DNU), el día anterior, que desde las 00:00:00 horas hasta el 31 de marzo de 2020 a las 23:59:59 horas habrá "Aislamiento Total" y "Cuarentena Obligatoria" para evitar la circulación de personas en la vía pública, y de esta forma evitar la propagación del coronavirus (CoVid-19). También se decretó que quien viole el toque de queda, cometerá un delito.
- 2020: Nintendo lanza mundialmente un nuevo juego de la serie Animal Crossing, titulado Animal Crossing: New Horizons y aparece exclusivamente en las plataformas de Nintendo Switch.
- 2020: Bethesda Softworks publica Doom Eternal, un videojuego de la serie DOOM desarrollado por id Software.
- 2022: La atleta venezolana Yulimar Rojas bate su propio récord mundial en triple salto de 15,67 metros conseguido en los Juegos Olímpicos Tokio 2020, por 15,74 metros en la final del Mundial en Pista Cubierta en Belgrado, Serbia.

## Nacimientos
- 43 a. C.: Ovidio, poeta romano (f. 17 a. C.).
- 1469: Cecilia de York, tercera hija de los 10 que tuvo Eduardo IV de Inglaterra (f. 1507).
- 1477: Jerónimo Emser, teólogo alemán, antagonista de Martín Lutero (f. 1527).
- 1482: Hipólito de Este, arzobispo y poeta de versos religiosos y profanos (f. 1520).
- 1502: Pierino Belli, soldado y jurista italiano que escribió un estudio sobre derecho militar y normas de guerra "De re militari et de bello" (f. 1575).
- 1612: Anne Bradstreet, primera escritora y poeta estadounidense de origen inglés en publicar un libro (f. 1672).
- 1615: Dara Shikoh, príncipe indio (f. 1659).
- 1639: Iván Mazepa, líder del Hetmanato cosaco, luchó por restablecer la independencia política y militar de Ucrania frente a Rusia (f. 1709).
- 1678: Antonio Viladomat, pintor barroco español (f. 1755).
- 1680: Emanuele d'Astorga, compositor italiano (f. 1757).
- 1725: Abd-ul-Hamid I, sultán otomano (f. 1789).
- 1735: Torbern Bergman, químico sueco (f. 1784).
- 1737: Buddha Yodfa Chulaloke, rey tailandés (f. 1809).
- 1741: Jean Antoine Houdon, escultor francés (f. 1828).
- 1770: Friedrich Hölderlin, poeta alemán (f. 1843).
- 1771: Heinrich Clauren, seudónimo de Karl Gottlieb Samuel Heun, escritor alemán (f. 1854).
- 1776: Joaquín Lemoine, revolucionario boliviano (f. 1836).
- 1780: José Joaquín de Olmedo, abogado, político y poeta ecuatoriano (f. 1847).
- 1791: José María de Torrijos y Uriarte, militar español (f. 1831).
- 1800: Braulio Carrillo Colina, político y presidente costarricense. (f. 1845).
- 1809: Nikolái Vasílievich Gógol, escritor ruso de origen ucraniano, padre de la literatura rusa. (f. 1852).
- 1811: Napoleón II Bonaparte, hijo de Napoleón Bonaparte (f. 1832).
- 1811: George Caleb Bingham, pintor, teólogo y jurista estadounidense (f. 1879).
- 1820: Niceto de Zamacois, escritor e historiador español afincado en México (f. 1885).
- 1824: Theodor von Heuglin, explorador y ornitólogo alemán (f. 1876).
- 1826: Augustus Wollaston Franks, anticuario británico (f. 1897).
- 1828: Henrik Ibsen, dramaturgo noruego (f. 1906).
- 1831: Isabel Burton, escritora y traductora británica (f. 1896).
- 1836: Edward Poynter, pintor figurativo británico (f. 1919).
- 1856: Frederick Winslow Taylor, ingeniero y economista estadounidense (f. 1915).
- 1865: Barnabas McDonald, filántropo estadounidense (f. 1929).
- 1870: Paul Emil von Lettow-Vorbeck, militar alemán (f. 1964).
- 1879: Maude Menten, doctora canadiense (f. 1960).
- 1881: Eugène Schueller, químico francés, fundador de L'Oreal (f. 1957).
- 1882: René Coty, presidente francés (f. 1962).
- 1884: Philipp Frank, físico, matemático y filósofo miembro de Círculo de Viena (f. 1966).
- 1888: Renée Sintenis, escultor alemán (f. 1965).
- 1888: Amanda Clement, primera mujer en arbitrar un juego de béisbol (f. 1971).
- 1890: Beniamino Gigli, tenor italiano (f. 1957).
- 1890: Lauritz Melchior, tenor danés (f. 1973).
- 1891: Edmund Goulding, cineasta británico (f. 1959).
- 1894: Hans Langsdorff, militar naval alemán (f. 1939).
- 1895: Fredric Wertham, psiquiatra germano-estadounidense (f. 1981).
- 1898: Luis Palés Matos, escritor, novelista, poeta y periodista puertorriqueño (f. 1959).
- 1904: Burrhus Frederic Skinner, psicólogo estadounidense (f. 1990).
- 1906: Abraham Beame, político estadounidense, alcalde de Nueva York (f. 2001).
- 1908: Frank Stanton, empresario estadounidense (f. 2006).
- 1911: Alfonso García Robles, diplomático mexicano, premio nobel de la paz en 1982 (f. 1991).
- 1914: Wendell Corey, actor estadounidense (f. 1968).
- 1914: Victor Matthys, político belga (f. 1947).
- 1915: Sviatoslav Richter, pianista ruso (f. 1997).
- 1915: Rosetta Tharpe, la "abuela del rock and roll" por ser una de las precursoras (f. 1973).
- 1916: Pierre Messmer, primer ministro francés (f. 2007).
- 1917: Yigael Yadin, arqueólogo y político israelí (f. 1984).
- 1917: Vera Lynn, cantante británica (f. 2020).
- 1918: Belus Smawley, jugador y entrenador de baloncesto estadounidense (f. 2003).
- 1918: Bernd Alois Zimmermann, compositor alemán (f. 1970).
- 1918: Marian McPartland, pianista de jazz, compositora y escritora británica (f. 2013).
- 1920: Julio Bolbochán, ajedrecista argentino (f. 1996).
- 1920: Andrée Chedid, escritora francesa (f. 2011).
- 1921: Alfréd Rényi, matemático húngaro (f. 1970).
- 1922: Carl Reiner, actor, comediante y cineasta estadounidense (f. 2020).
- 1924: Hermann Guggiari, escultor paraguayo (f. 2012).
- 1924: Jozef Kroner, actor y dramaturgo eslovaco (f. 1998).
- 1926: Enio Iommi, escultor argentino (f. 2013).
- 1927: Francisco Rodríguez Pascual, antropólogo y humanista español (f. 2007).
- 1927: Josep Guinovart, pintor español (f. 2007).
- 1927: Luis Bar Boo, actor español (f. 2001).
- 1928: Inés Arredondo, escritora mexicana (f. 1989).
- 1928: James P. Gordon, físico estadounidense conocido por su trabajo en los campos de la óptica y electrónica cuántica (f. 2013)
- 1929: Jolly Land, cantante argentina (f. 2008).
- 1929: Germán Robles, actor español y famoso por ser el "Vampiro" latinoamericano (f. 2015).
- 1930: Clara Passafari, etnóloga, antropóloga, escritora y poetisa argentina (f. 1994).
- 1931: Karen Steele, modelo y actriz estadounidense (f. 1988).
- 1935: Lolita Sevilla, cantante y actriz española (f. 2013).
- 1935: Óscar Chávez, cantante,compositor y actor mexicano (f. 2020).
- 1936: Lee Perry, músico y productor musical jamaicano, pionero del dub y reggae (f. 2021).
- 1937: Lina Morgan, actriz española (f. 2015).
- 1937: Lois Lowry, escritora estadounidense de literatura infantil.
- 1938: Serguéi Petróvich Nóvikov, matemático soviético.
- 1939: Brian Mulroney, político canadiense, Primer ministro de Canadá entre 1984 y 1993 (f. 2024).
- 1939: Walter Jakob Gehring, biólogo suizo (f. 2014).
- 1939: Larry Harlow, intérprete, compositor y productor estadounidense (f. 2021).
- 1940: José Manuel Otero, jurista y escritor español.
- 1940: Mary Ellen Mark, fotoperiodista y activista estadounidense (f. 2015).
- 1942: Mijaela Tesleoanu, bailarina rumana y profesora de ballet (f. 2011).
- 1943: Jaime Chávarri, actor, cineasta y guionista español.
- 1943: Gerard Malanga, poeta, fotógrafo y director de cine estadounidense y descubridor de The Velvet Underground.
- 1944: Erwin Neher, bioquímico alemán, premio nobel de medicina en 1991.
- 1944: John Cameron, compositor, arreglista, director de orquesta y pianista británico.
- 1945: Pat Riley, entrenador estadounidense de baloncesto.
- 1945: Yula Pozo, actriz mexicana.
- 1946: Alfonso Cañón, futbolista colombiano.
- 1946: Julián García Valverde, político y empresario español.
- 1947: John Boswell, historiador estadounidense (f. 1994).
- 1947: Horacio Vázquez Rial, escritor y periodista español nacido en Argentina (f. 2012).
- 1948: José Ramón García Antón, político español (f. 2009).
- 1948: John de Lancie, actor estadounidense
- 1949: Marcia Ball, cantante, compositora y pianista estadounidense de blues.
- 1950: William Hurt, actor estadounidense (f. 2022).
- 1950: Carl Palmer, músico británico,
- 1951: Jimmie Vaughan, guitarrista estadounidense de blues.
- 1951: Javier González Mocken, político mexicano (f. 2024).
- 1953: Luisa Kuliok, actriz argentina.
- 1953: Alicia Kozameh, escritora argentina.
- 1954: Liana Kanelli, periodista y política griega.
- 1955: Mariya Takeuchi, cantante y compositora japonesa.
- 1956: Catherine Ashton, política británica.
- 1957: Spike Lee, cineasta estadounidense.
- 1957: Theresa Russell, actriz estadounidense.
- 1957: Chris Wedge, actor y cineasta estadounidense.
- 1957: Jorge Melicio, escultor angoleño, residente en Lisboa.
- 1958: Holly Hunter, actriz estadounidense, Oscar a Mejor actriz en 1993 por The Piano.
- 1959: Dave Beasant, futbolista británico.
- 1959: Steve Sting Borden, luchador estadounidense.
- 1960: Carlos Montero, periodista argentino.
- 1961: Martín Lasarte, exfutbolista y entrenador hispano-uruguayo.
- 1961: Slim Jim Phantom, baterista estadounidense, de la banda Stray Cats.
- 1962: Stephen Sommers, director y guionista estadounidense.
- 1962: Alfredo Cornejo, politólogo y político argentino, Gobernador de Mendoza entre 2015-2019 y desde 2023.
- 1963: Paul Annacone, tenista estadounidense.
- 1963: Yelena Románova, atleta rusa (f. 2007).
- 1963: David Thewlis, actor británico.
- 1964: Natacha Atlas, cantante belga.
- 1965: Benito Zambrano, guionista y cineasta español.
- 1966: Gert Lahousse, actor belga.
- 1966: Alka Yagnik, cantante india.
- 1967: Mookie Blaylock, baloncestista estadounidense.
- 1967: Yukito Kishiro, dibujante mangaka japonés.
- 1967: Ruddy Rodríguez, actriz, modelo, cantante y empresaria venezolana.
- 1967: Xavier Beauvois, cineasta francés.
- 1967: Lili Estefan, modelo y presentadora de televisión cubano-estadounidense.
- 1967: Bajram Begaj, político albanés, Presidente de Albania desde 2022.
- 1968: Paul Merson, futbolista británico.
- 1968: A. J. Jacobs, periodista y escritor estadounidense.
- 1969: Mannie Fresh, productor musical de Cash Money Records.
- 1970: Michael Rapaport, actor y comediante estadounidense.
- 1971: Diego Bustos, periodista argentino.
- 1972: Segundo Cernadas, actor argentino.
- 1972: Alex Kapranos, cantante británico, de la banda Franz Ferdinand.
- 1972: Pedro Lamy, piloto de automovilismo portugués.
- 1974: Carsten Ramelow, futbolista alemán.
- 1975: Arath de la Torre, actor mexicano.
- 1976: Chester Bennington, músico estadounidense, de la banda Linkin Park (f. 2017).
- 1977: Lincoln Palomeque, actor colombiano.
- 1977: Hassam, humorista, docente y actor colombiano.
- 1977: Nelson Erazo, luchador estadounidense.
- 1977: Tor Hogne Aarøy, futbolista noruego.
- 1978: Alejandra Oliveras, boxeadora argentina (f. 2025).
- 1979: Silvia Abascal, actriz española.
- 1979: Freema Agyeman, actriz británica.
- 1979: Francileudo Santos, futbolista brasileño.
- 1980: Jamal Crawford, baloncestista estadounidense.
- 1980: Pablo Infante, futbolista español.
- 1981: Radek Šírl, futbolista checo.
- 1982: Tomasz Kuszczak, futbolista polaco.
- 1982: Rory Fallon, futbolista neozelandés.
- 1982: Nick Wheeler, guitarrista estadounidense, de la banda The All-American Rejects.
- 1982: René Mussi, actor mexicano.
- 1982: Robbie Lawler, artista marcial mixto estadounidense.
- 1983: Eiji Kawashima, futbolista japonés.
- 1983: Thomas Kahlenberg, futbolista danés.

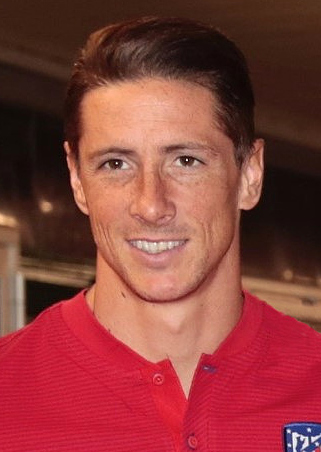
Fernando 'el Niño' Torres

- 1984: Fernando Torres, futbolista español.
- 1984: Christy Carlson Romano, actriz estadounidense.
- 1984: Justine Ezarik, personalidad de Internet estadounidense.
- 1985: Nicolas Lombaerts, futbolista belga.

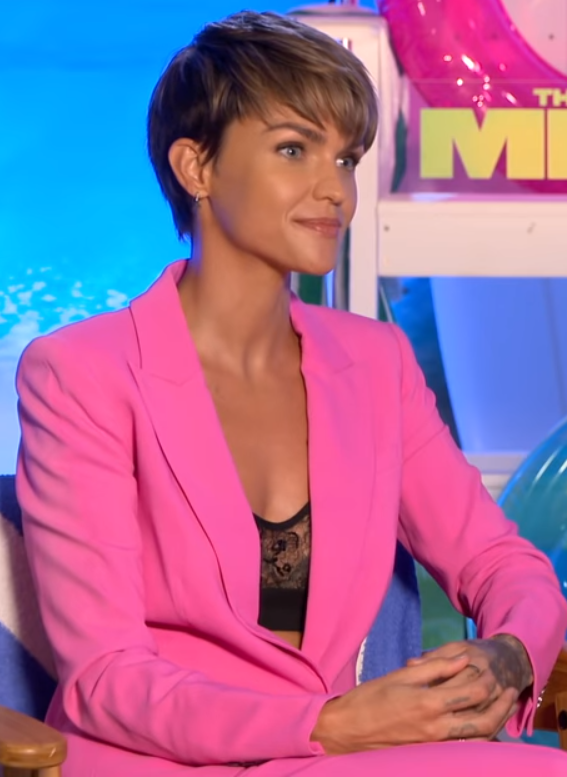
Ruby Rose

- 1986: Ruby Rose, modelo, DJ y actriz australiana.
- 1986: Beñat Intxausti, ciclista español.

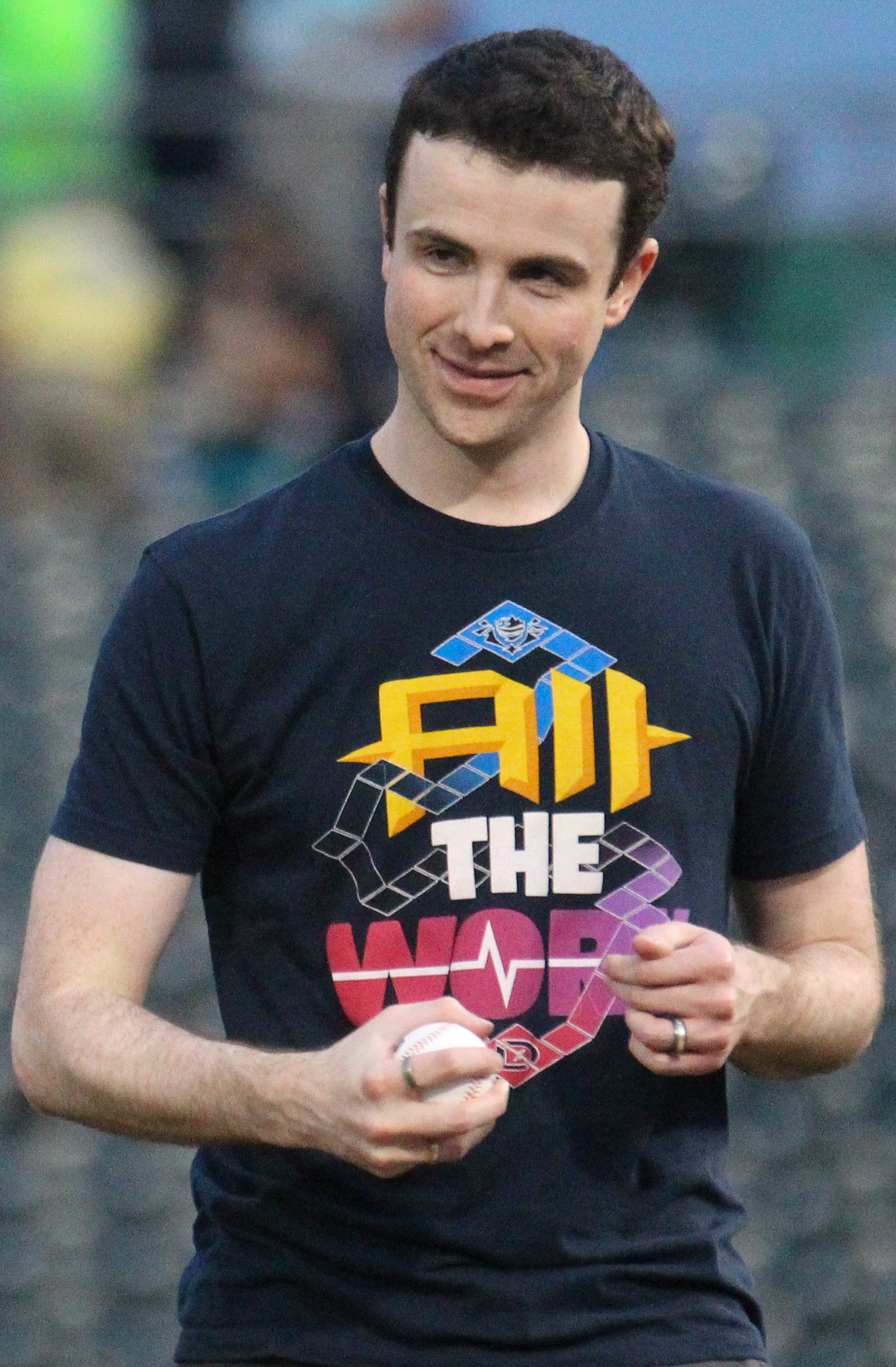
DrLupo

- 1987: Fabrice Begeorgi, futbolista francés.
- 1987: DrLupo, youtuber estadounidense.
- 1987: Emilia Attias, actriz, modelo argentina y presentadora de televisión.
- 1988: Jakub Giersał, actor polaco.
- 1989: Anna Todd, escritora estadounidense.
- 1990: Maryorie Hernández, futbolista chilena.
- 1990: Marcos Rojo, futbolista argentino.

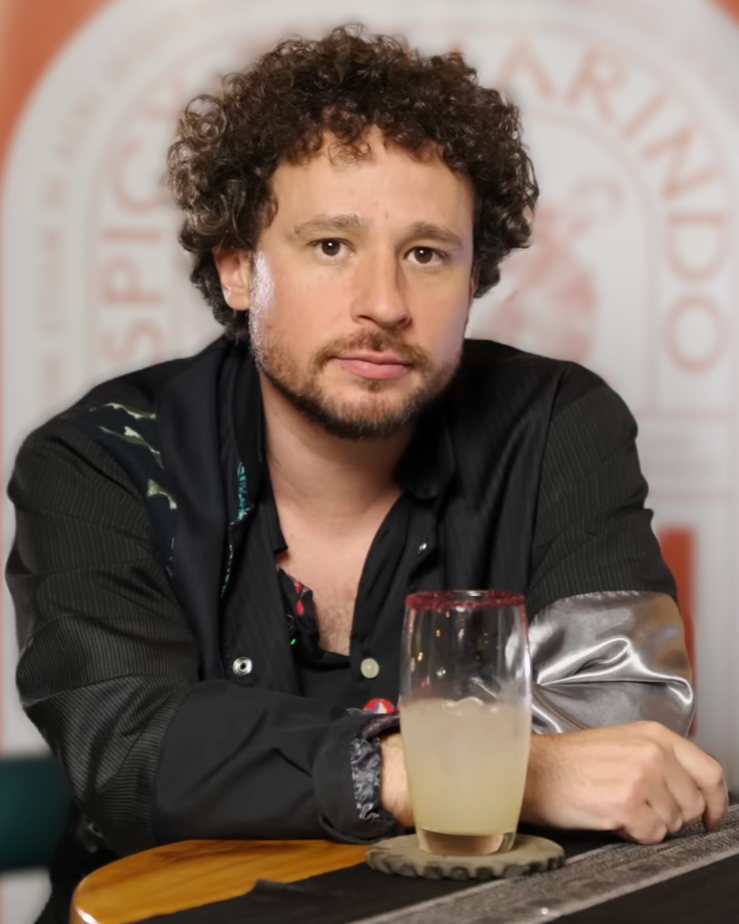
Luisito Comunica

- 1991: Mattia Destro, futbolista italiano.
- 1991: Luisito Comunica, youtuber mexicano.
- 1991: Michał Kucharczyk, futbolista polaco.
- 1991: Koki Kiyotake, futbolista japonés.
- 1992: Lara Arruabarrena, tenista española.
- 1992: Hiroshi Futami, futbolista japonés.
- 1993: Francisca Moroso, futbolista chilena.
- 1993: Seraina Friedli, futbolista suiza.
- 1993: Esther Sullastres, futbolista española
- 1994: Joshua Brenet, futbolista neerlandés.
- 1994: Vita Sidorkina, modelo rusa.
- 1994: Derlis González, futbolista paraguayo.
- 1994: David Moberg Karlsson, futbolista sueco.
- 1995: Antonio Tuivuna, futbolista fiyiano.
- 1995: Saša Zdjelar, futbolista serbio.
- 1995: Kevin Carabantes, futbolista salvadoreño.
- 1996: Alfredo Alanoca, futbolista boliviano.
- 1996: Kateřina Svitková, futbolista checa.
- 1996: Matthieu Udol, futbolista francés.
- 1996: Matías Olguín, futbolista chileno.
- 1996: Brahim Konaté, futbolista franco-maliense.
- 1996: Omar Rodríguez, futbolista mexicano.
- 1996: Kenshiro Suzuki, futbolista japonés.
- 1996: Goson Sakai, futbolista japonés.
- 1996: Pascal Stenzel, futbolista alemán.
- 1996: Cristian Camilo Muñoz, ciclista colombiano.
- 1996: Cecilie Fiskerstrand, futbolista noruega.
- 1996: Terry Harris, baloncestista estadounidense.
- 1996: Iker Bilbao, futbolista español.
- 1996: Afonso Costa, remero portugués.
- 1997: Bryan Cabezas, futbolista ecuatoriano.
- 1997: Nelson Villamil, futbolista colombiano.
- 1997: Malik Benlevi, baloncestista estadounidense.
- 1997: Fredrik Dversnes, ciclista noruego.
- 1997: Yan Lestrade, rugbista francés.
- 1997: Natalia Cuglievan, esquiadora acuática peruana.
- 1997: Elvis Peguero, beisbolista dominicano.
- 1998: Antonio Moya Vega, futbolista español.
- 1998: Rui Pedro, futbolista portugués.
- 1998: Samuele Burgo, piragüista italiano.
- 1998: Davor Zdravkovski, futbolista macedonio.
- 1998: Jorge Chanza, futbolista español.
- 1999: Miguel González Burgos, baloncestista español.
- 1999: Leonel Bucca, futbolista argentino.
- 1999: Rafael Grünenfelder, futbolista liechtensteiniano.
- 1999: Alexis Gamboa, futbolista costarricense.
- 1999: Susan Radder, actriz neerlandesa.
- 2000: Hyunjin, cantante surcoreano integrante del grupo Stray Kids.
- 2000: Nicola Kuhn, tenista hispano-austriaco.
- 2000: Alonso Meana, baloncestista español.
- 2000: Gustavo Assunção, futbolista brasileño.
- 2000: Barbra Banda, futbolista zambiana.
- 2000: Giada Specia, ciclista italiana.
- 2000: Colton Cowser, beisbolista estadounidense.
- 2001: Urko González de Zarate, futbolista español.
- 2001: Abduvohid Nematov, futbolista uzbeko.
- 2001: Nika Gagnidze, futbolista georgiano.
- 2002: Emilio Kehrer, futbolista alemán.

## Fallecimientos
- 842: Alfonso II de Asturias, rey de Asturias (n. 760).
- 1191: Clemente III, papa italiano (n. 1124).
- 1239: Hermann von Salza, caballero teutónico (n. 1179).
- 1413: Enrique IV, rey inglés entre 1399 y 1413 (n. 1367).
- 1430: Alain Chartier, escritor francés (n. 1390).
- 1604: Kuroda Yoshitaka, daimyō japonés (n. 1546).
- 1619: Matías de Habsburgo, emperador germánico (n. 1557).
- 1725: Samuel Fritz, misionero y cartógrafo checo (n. 1673).
- 1727: Isaac Newton, científico británico que dedujo las leyes de la gravitación universal. (n. 1643).
- 1746: Nicolas de Largillière, pintor francés (n. 1656).
- 1771: Louis-Michel van Loo, pintor francés (n. 1707).
- 1816: María I, reina portuguesa (n. 1734).
- 1830: Antonio Pascual Narbona, gobernador de Nuevo México (n. 1773).
- 1855: Joseph Aspdin, masón e inventor británico (n. 1788).
- 1863: Octavio Fabricio Mossotti, físico y astrónomo italiano (n. 1791).
- 1865: Yamanami Keisuke, samurái japonés y secretario general del Shinsengumi (n. 1833).
- 1878: Julius Robert von Mayer, físico y médico alemán (n. 1814).
- 1881: Justin Clinchant, militar francés (n. 1820).
- 1894: Lajos Kossuth, político húngaro (n. 1802).
- 1896: Isabel Burton, escritora y traductora británica (n. 1831).
- 1897: Apolón Máikov, poeta ruso (n. 1821).
- 1914: Giuseppe Mercalli, sismólogo y vulcanólogo italiano (n. 1850).
- 1916: Ota Benga, pigmeo congolés llevado a EE. UU. (n. 1884).
- 1916: Miguel Romero, poeta español (n. 1861).
- 1924: Fernand Cormon, pintor francés (n. 1845).
- 1929: Ferdinand Foch, militar francés de la Primera Guerra Mundial (n. 1851).
- 1931: Hermann Müller, canciller alemán (n. 1876).
- 1942: Theodoro Valcárcel, compositor peruano (n. 1902).
- 1944: Pierre Pucheu, político francés (n. 1899).
- 1964: Brendan Behan, escritor irlandés (n. 1923).
- 1968: Carl Theodor Dreyer, cineasta danés (n. 1889).
- 1968: Antonio Riquelme, actor español (n. 1894).
- 1972: Marilyn Maxwell, actriz estadounidense (n. 1921).
- 1975: Jaime de Borbón y Battenberg, aristócrata español (n. 1908).
- 1977: Peter Houseman, futbolista británico (n. 1945).
- 1977: Emilio Sereni, periodista, partisano y político italiano (n. 1907).
- 1981: Elías Konsol, poeta y traductor sirio-argentino (n. 1914).
- 1983: Armando Soto La Marina "El Chicote" actor y cómico mexicano (n. 1909).
- 1988: Gil Evans, pianista de jazz, arreglista y compositor canadiense (n. 1912).
- 1988: Greer Skousen, baloncestista mexicano (n. 1916).
- 1989: Dina Sfat, actriz brasileña (n. 1939).
- 1990: Lev Yashin, futbolista soviético (n. 1929).
- 1992: Georges Delerue, compositor de cine francés (n. 1925).
- 1993: Polykarp Kusch, físico alemán, premio nobel de física en 1955 (n. 1911).
- 1995: Luis Saslavsky, cineasta y guionista argentino (n. 1903).
- 1998: Agustín Gómez Arcos, escritor y dramaturgo español (n. 1933).
- 2001: Dora Alonso, escritora, poeta y periodista cubana (n. 1910).
- 2003: Alberto López, baloncestista argentino (n. 1926).
- 2003: Aldo Rivero, humorista gráfico argentino (n. 1938).
- 2004: Juliana de los Países Bajos, Reina y luego Princesa neerlandesa (n. 1909).
- 2005: Manuel Balsera Rodríguez, alcalde español (n. 1919).
- 2005: Antonio Fernández Molina, poeta, narrador y pintor español (n. 1927).
- 2008: Klaus Dinger, músico alemán, de la banda Neu (n. 1946).
- 2009: Abdellatif Filali, político y primer ministro marroquí entre 1994 y 1998 (n. 1928).
- 2010: Mikel Scicluna, luchador profesional maltés (n. 1929).
- 2011: Néstor Adrián de Vicente, futbolista argentino (n. 1964).
- 2011: Horacio Dener, actor argentino (n. 1938).
- 2013: Zillur Rahman, político y presidente bangladesí (n. 1929).
- 2013: James Herbert, escritor británico (n. 1943).
- 2014: Iñaki Azkuna, político español (n. 1943).
- 2015: Malcolm Fraser, primer ministro australiano (n. 1930).
- 2016: Anker Jørgensen, primer ministro danés (n. 1922).
- 2017: David Rockefeller, banquero estadounidense (n. 1915).
- 2020: Kenny Rogers, cantautor y actor estadounidense (n. 1938).
- 2020: Amadeo Carrizo, futbolista argentino (n. 1926).
- 2022: Reine Wissel, piloto de automovilismo sueco (n. 1941).
- 2023: Eduardo Ravani, actor y director de televisión chileno (n. 1941).
- 2023: Alipio Vera, periodista chileno (n. 1945).
- 2023: Osvaldo Héctor Cruz, futbolista argentino (n. 1931).
- 2024: Roberto Perdía, abogado y exguerrillero argentino (n. 1941).[1]
- 2024: António Pacheco, futbolista y entrenador portugués (n. 1966).

## Celebraciones
- Día Internacional de la Felicidad.[2]
(en inglés: International Day of Happiness).

- Día Internacional de la Narración Oral.
Es un celebración mundial del arte oral de la narración, también denominado cuentacuentos que celebra cada 20 de marzo, coincidiendo con el Equinoccio.
(en inglés: World Storytelling Day).

- Día Internacional de la Francofonía.
Tiene como objetivo promover y difundir la lengua francesa y la diversidad cultural y lingüística de la comunidad francófona en todo el mundo.

- Día Mundial del Gorrión.
(en inglés: World Sparrow Day).

- Día Mundial de la Rana.[3]
(en inglés: World Frog Day).

- Día Mundial de la Salud Bucodental. También conocido como Día de la Salud Bucal.
Para concientizar acerca de la importancia de mantener una buena salud bucal, promover hábitos saludables y dar a conocer los factores de riesgo que pueden provocar problemas en la boca y los dientes.

- Día Mundial Sin Carne.
(en inglés: Meat Out Day).

- Día Mundial de la Harina.
(en inglés: World Flour Day).

Compartidas
- Naciones Unidas: 
  - Día Internacional de la Lengua Francesa.
La Organización de las Naciones Unidas celebra este día, uno de los seis idiomas oficiales de la organización.

 Por países
(Por orden alfabético)
- Argentina: 
  -  Misiones: 
    - Aniversario de Alba Posse.
Fundación: 20 de marzo de 1935 (90 años).[4][5]

- Azerbaiyán: 
  - Novruz.[6]

- Costa Rica: 
  - Día de la Batalla de Santa Rosa.

- Estados Unidos: 
  - Día Nacional del Ravioli. 
(en inglés: National Ravioli Day).[7]
  - Día de la Propuesta.
(en inglés: National Proposal Day).[8]
  - Día de la Abducción Extraterrestre. 
(en inglés: Alien Abduction Day).[9]

- Irán: 
  - Año Nuevo.

- Japón: 
  - Día del Equinoccio de primavera.[6]

- Túnez: 
  - Día de la Independencia.[6]

### Santoral católico

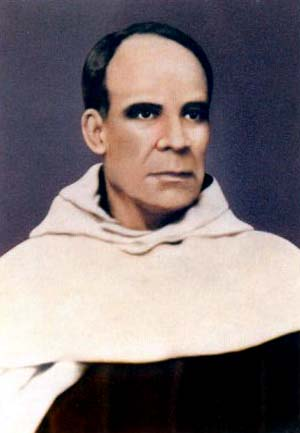
Retrato del beato Francisco Palau y Quer a partir de una fotografía de época.

- San Arquipo de Colosas, (f. s. I).[10]
- Santos Pablo y Cirilo de Antioquía, mártires.
- San Urbicio de Metz, obispo (f. c. 450).[11]
- San Martín de Braga, obispo (f. c. 579).[11]
- San Cutberto de Lindisfarne, obispo (f. 687).[11]
- San Vulframno de Sens, obispo (f. c. 700).[11]
- San Nicetas de Apolonia, obispo (f. 733).[11]
- Santos mártires de San Sabas, monjes (f. 797).
- Beato Ambrosio Sansedonio, presbítero (f. 1287).[11]
- San Juan Nepomuceno, presbítero y mártir (f. 1393).
- Beato Bautista Spagnoli, presbítero (f. 1619).[11]
- Beato Hipólito Galantino (s. XVII).[11]
- Beata Juana Véron, virgen y mártir (f. 1794).[11]
- Beato Francisco de Jesús, María y José Palau y Quer, presbítero (f. 1872).[11](imagen ilustrativa).
- Santa María Josefa del Corazón de Jesús Sancho de Guerra, virgen (f. 1912).[11]
- Beato José Bilczewski, obispo (f. 1923).[11]